# Sexton (TV-serie)
Sexton är en miniserie i 16 delar som visades i ungdomsprogrammet Bullen hösten 1996 och våren 1997.
Bland skådespelarna fanns Bengt Dalqvist, Emma Peters samt Sverrir Gudnason.

## Roller (i urval)
- Elin – Emma Peters
- Håkan – Bengt Dalqvist
- Linda – Nina Setterberg
- Juan – Michele Giuntoli
- Bella – Catharina Cavalli
- Jonas – Sverrir Gudnason
- Hilma – Michaela Darliden
- Jacke – Daniel Rydhag
- Ulven – Anders Björklund
- Lisa – Maja Brantås
- Bellas pappa – Lennart Jähkel
- Lärare (manlig) – Benny Haag
- Lärare (kvinnlig) – Ann-Sofie Rase
- Rektor – Sonja Hejdeman
- Kille i dreadlocks – David Boati